# Les Chroniques de San Francisco (cycle littéraire)
Pour les articles homonymes, voir Les Chroniques de San Francisco.
Les Chroniques de San Francisco (titre original : Tales of the City) sont une série de romans compilant les histoires quotidiennes écrites par l'écrivain américain Armistead Maupin.

## Liste des romans
1. Chroniques de San Francisco, Passage du Marais, 1998 ((en) Tales of the City, 1978)
2. Nouvelles Chroniques de San Francisco, Passage du Marais, 1998 ((en) More Tales of the City, 1980)
3. Autres Chroniques de San Francisco, Passage du Marais, 1998 ((en) Further Tales of the City, 1982)
4. Babycakes, Passage du Marais, 1998 ((en) Babycakes, 1984)
5. D'un bord à l'autre, Passage du Marais, 1998 ((en) Significant Others, 1987)
6. Bye-bye Barbary Lane, Passage du Marais, 1998 ((en) Sure of You, 1989)
7. Michael Tolliver est vivant, Éditions de l'Olivier, 2008 ((en) Michael Tolliver Lives, 2007)
8. Mary Ann en automne, Éditions de l'Olivier, 2011 ((en) Mary Ann in Autumn, 2010)
9. Anna Madrigal, Éditions de l'Olivier, 2015 ((en) The Days of Anna Madrigal, 2014)
10. Mona et son manoir, Éditions de l'Olivier, 2025 ((en) Mona of the Manor, 2024)

## Personnages principaux

### Maisonnée Madrigal
- Mary-Ann Singleton, personnage principal, jeune femme débarquant à San Francisco depuis son ennuyeuse ville natale et qui décide d'y vivre. Sa naïveté vis-à-vis de la vie dans cette ville et la découverte qui en résulte servent de moteur au livre.
- Mme Anna Madrigal, libraire retraitée, propriétaire d'un immeuble sur Barbary Lane, logeuse de plusieurs protagonistes des romans ; a la particularité d'offrir aux nouveaux arrivants dans son immeuble un joint dont elle a elle-même cultivé la marijuana.
- Mona Ramsey, conceptrice-rédactrice chez M. Halcyon père, loge chez Mme Madrigal dont elle apprendra qu'elle est la fille. Bisexuelle, elle hésite entre Brian et D'Orothea.
- Michael « Mouse » Tolliver, jeune homosexuel qui travaille dans l'intérim, a du mal à trouver son chemin dans la vie, et l'homme avec qui la passer. C'est le personnage le plus proche de l'auteur, lui-même homosexuel. Lorsque l'action se déroule dans les années 1980, on apprend qu'il est devenu séropositif au VIH.
- Brian Hawkins, ancien avocat « soixante-huitard » hétérosexuel, devenu serveur par choix idéologique, séducteur de la maisonnée.

### Famille Halcyon
- le père, Edgar Halcyon, chef d'entreprise publicitaire
- la mère, Frannie Halcyon, conformiste, véritablement inscrite dans la vie bourgeoise de la ville
- la fille Deirdre Halcyon, surnommée Deedee, pas vraiment amoureuse de son époux qui la délaisse ; elle est la mère de jumeaux fils et fille de son livreur asiatique. Elle finit par tomber amoureuse de D'orothea, l'ex de Mona, avec qui elle vit par la suite des aventures dangereuses.
- le gendre, Beauchamp, marié plus par intérêt. Bisexuel, il drague dans les saunas où il rencontre un certain Jon Fielding.

### Les amants
- D'orothea, mannequin lesbienne, se fait passer pour noire pour réussir. Elle est d'abord l'amante de Mona puis celle de Deirdre.
- Jon Fielding, médecin, gynécologue, il est l'un des liens entre la maison Madrigal et la famille Halcyon, puisqu'il est à la fois le gynéco de Deirdre, l'amant de Beauchamp son époux, et celui de « Mouse »... C'est un personnage tragique qui a du mal à assumer son homosexualité sauf dans certains cercles « bien pensants », et qui sera l'instrument du basculement dans les années 1980 de la série.

## Résumé

### Les Chroniques de San-Francisco
Mary Ann débarque à San Francisco pour fuir la vie ennuyeuse de sa ville natale. Elle emménage chez Anna Madrigal, qui tient un petit immeuble sur Barbary Lane et cultive de la marijuana. Elle y fait la connaissance des colocataires : Michael « Mouse » jeune homosexuel, Brian Hawkins le séducteur, et Mona jeune femme assez mystérieuse très amie avec madame Madrigal.
Mary Ann trouve un travail de secrétaire dans la société de publicité de monsieur Halcyon, dont la famille est aussi spéciale que les colocataires de Barbary Lane : sa femme vit une vie de société bourgeoise, sa fille couche avec le livreur asiatique car son mari la délaisse, mais elle ne sait pas que c'est pour son gynécologue.

## Adaptations
Les Chroniques de San-Francisco sont adaptées pour la télévision, en 1993, puis 1998 et 2001. Une nouvelle version est produite en 2019.
Une adaptation en bande dessinée est publiée en 2020 et 2021.